# UTC+03:00
| USZ1 | ■ 칼리닌그라드 시간     | MSK-1 (UTC+02:00) |
| MSK  | ■ 모스크바 시간         | MSK (UTC+03:00)   |
| SMAT | ■ 사마라 시간           | MSK+1 (UTC+04:00) |
| YEKT | ■ 예카테린부르크 시간   | MSK+2 (UTC+05:00) |
| OMST | ■ 옴스크 시간           | MSK+3 (UTC+06:00) |
| KRAT | ■ 크라스노야르스크 시간 | MSK+4 (UTC+07:00) |
| IRKT | ■ 이르쿠츠크 시간       | MSK+5 (UTC+08:00) |
| YAKT | ■ 야쿠츠크 시간         | MSK+6 (UTC+09:00) |
| VLAT | ■ 블라디보스토크 시간   | MSK+7 (UTC+10:00) |
| MAGT | ■ 마가단 시간           | MSK+8 (UTC+11:00) |
| PETT | ■ 캄차카 시간           | MSK+9 (UTC+12:00) |

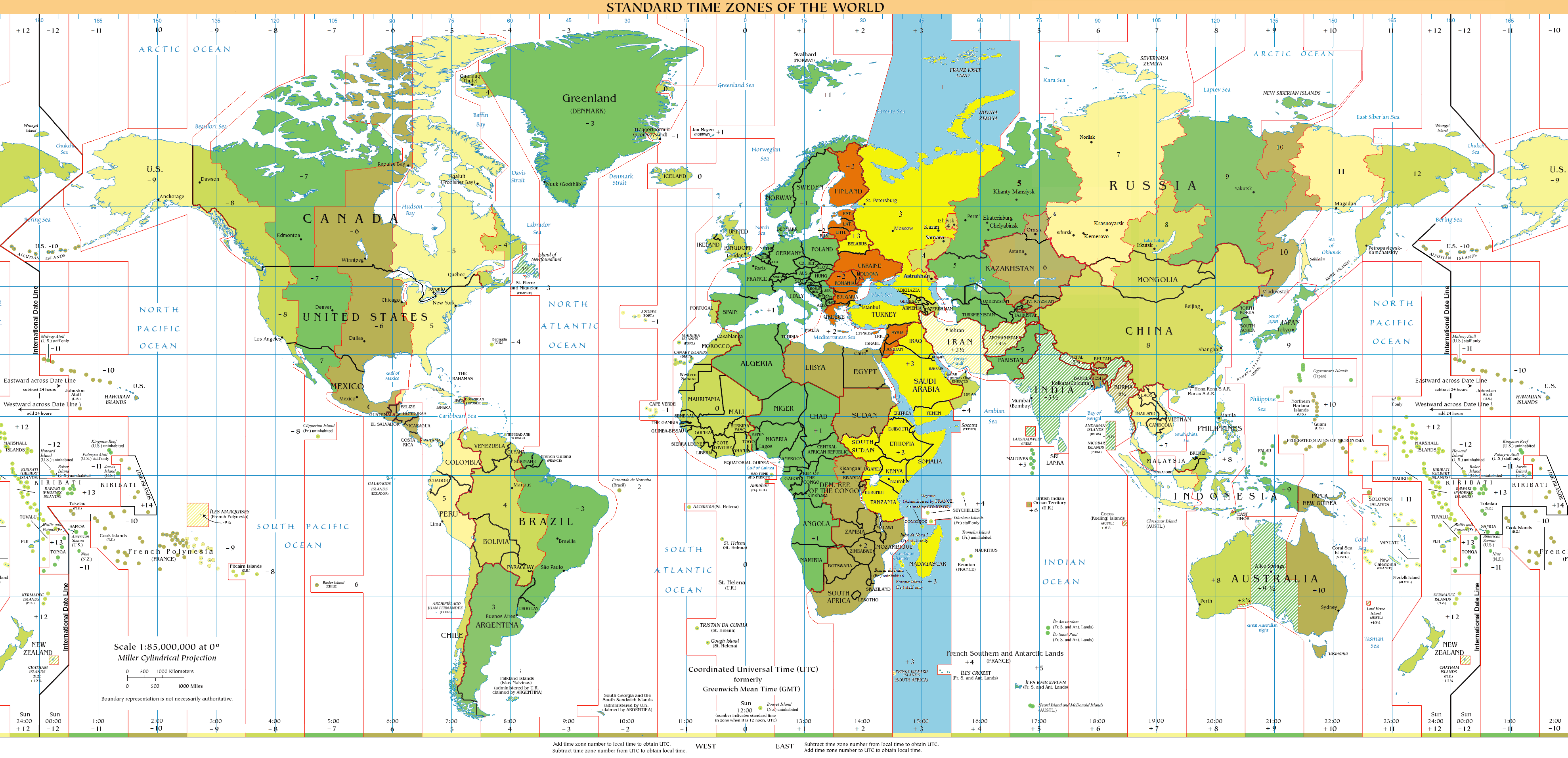
UTC+03 2011년: 주황색 (DST 북반구), 노란색 (연중), 밝은 청색 - 바다

UTC+03는 협정 세계시보다 3시간 빠른 시간대이다.

## 표준 시간대 (1년 내내)

### 동아프리카
- 코모로
- 지부티
- 에리트레아
- 에티오피아
- 케냐
- 마다가스카르
- 프랑스
  -  마요트와 Scattered Islands in the Indian Ocean (Bassas da India, Europa Island, Juan de Nova Island)
- 소말리아
- 남수단
- 수단
- 탄자니아
- 우간다

### 동유럽
- 러시아 - 모스크바 시간
  - 2014년 10월 26일부로, 러시아 전지역이 1시간씩 표준시를 늦추었다.(영구 윈터타임 실시)

유럽 러시아 대부분 지역(모스크바, 상트페테르부르크, 로스토프나도누, 노바야제믈랴 제도, 제믈랴프란차이오시파 제도, 크림반도 포함)
- 2014년 크림 공화국이 우크라이나에서 탈퇴하고 러시아에 가입한 후, 표준시를 2014년 3월 30일에 모스크바 시간으로 변경하였다.
  - 러시아의 모든 철도 시간 (칼리닌그라드주의 철도 포함)
- 벨라루스

### 중동
- 바레인
- 이라크
- 요르단
- 쿠웨이트
- 사우디아라비아
- 예멘
- 카타르
- 시리아
- 튀르키예
  - 2016년 9월부터 법률 개정으로 2016년 10월 30일부터 일광절약시간을 해제하지 아니하고 1년 내내 UTC+3 시간대를 적용하였다.

## 일광 절약 시간대 (북반구 여름만)

### 동유럽
- 불가리아
- 키프로스 (아크로티리 데켈리아 (영국), 북키프로스 포함)
- 에스토니아
- 핀란드 (올란드 제도 포함)
- 그리스
- 라트비아
- 리투아니아
- 우크라이나
- 몰도바
- 루마니아

### 중동
- 이집트
- 이스라엘
- 레바논
- 팔레스타인

## 비교
| UTC+03 | 0       | 1       | 2       | 3 | 4  | 5  | 6  | 7  | 8  | 9  | 10 | 11 | 12 | 13 | 14 | 15 | 16 | 17 | 18       | 19       | 20       | 21       | 22       | 23       |
| ------ | ------- | ------- | ------- | - | -- | -- | -- | -- | -- | -- | -- | -- | -- | -- | -- | -- | -- | -- | -------- | -------- | -------- | -------- | -------- | -------- |
| UTC    | 전날 21 | 전날 22 | 전날 23 | 0 | 1  | 2  | 3  | 4  | 5  | 6  | 7  | 8  | 9  | 10 | 11 | 12 | 13 | 14 | 15       | 16       | 17       | 18       | 19       | 20       |
| KST    | 6       | 7       | 8       | 9 | 10 | 11 | 12 | 13 | 14 | 15 | 16 | 17 | 18 | 19 | 20 | 21 | 22 | 23 | 다음날 0 | 다음날 1 | 다음날 2 | 다음날 3 | 다음날 4 | 다음날 5 |

## 같이 보기
- 러시아의 시간대